# Sébastien Buemi
Sébastien Olivier Humbert Buemi (Aigle, 31 de outubro de 1988) é um automobilista suíço britânico que atualmente compete na Fórmula E para a equipe Envision Racing, e também disputa o Campeonato Mundial de Endurance da FIA pela equipe Toyota Gazoo Racing.
Ele está na Fórmula E desde a temporada inaugural, inicialmente competindo pela e.dams, e foi campeão da temporada de 2015–16. Já no Mundial de Endurance, Buemi estreou em 2012 pela Toyota, participando da temporada integral desde 2013, e foi quatro vezes campeão em 2014, 2018–19, 2022 e 2023. Venceu quatro vezes as 24 Horas de Le Mans, nas edições de 2018, 2019, 2020 e 2022.
Anteriormente, Buemi competiu pela Scuderia Toro Rosso na Fórmula 1 de 2009 a 2011. Depois de deixar a Fórmula 1, ele tornou-se piloto reserva da equipe irmã da Scuderia Toro Rosso, a Red Bull Racing, de 2012 a 2013. Ele retornou à Red Bull Racing em 2019 como reserva.

## Biografia
Sébastien Olivier Humbert Buemi nasceu em Aigle, vila situada em Vaud, na Suíça. Ele é primo de Natacha Gachnang, também piloto, com quem ele treinou em karts na infância. Os dois são netos de Georges Gachnang, que também foi piloto e competiu nas 24 Horas de Le Mans na década de 1960. E Sébastien ainda é sobrinho do empresário Humbert Buemi, dono da Buemi & Sons Company e cônsul honorário suíço no Barém. Sébastien teve que largar os estudos aos dezesseis anos para se dedicar à carreira automobilística.
Ele chegou a morar em Saar, cidade barenita, entre 2009 e 2011, com a família de seu tio, e posteriormente, se mudando para Mônaco e para a Suíça. Em 2013, Sébastien dedicou sua vitória nas 6 Horas do Barém à sua prima Laura, de onze anos à época, que enfrentava uma batalha contra a leucemia.
Buemi é casado com Jennifer, enfermeira pediátrica com quem se relaciona desde a adolescência, e os dois são pais de Jules, nascido em fevereiro de 2016, de Theo, nascido em janeiro de 2018, e de Hugo, nascido em abril de 2023.

## Carreira

### Anos iniciais
Aos 6 anos, Buemi começou no kart e conquistou vários títulos nacionais e continentais. Competiu profissionalmente no cartismo até 2003.
Em 2004, o suíço migrou para os monopostos, fazendo sua estreia na Fórmula BMW alemã. Ele terminou em 3º, somando 188 pontos e sendo superado por Átila Abreu, vice-campeão com 75 pontos a mais que Buemi, e por Sebastian Vettel, campeão com três provas de antecedência, que teve uma vantagem de duzentos pontos sobre Buemi.
Na temporada seguinte, Buemi batalhou intensamente pelo título com Nico Hülkenberg até a última corrida, mas a vitória do alemão e o terceiro lugar do suíço o relegaram ao vice-campeonato, com Buemi sendo superado por Hülkenberg por uma diferença de apenas de cinco pontos. Também foi terceiro na corrida da Fórmula Masters e quarto no Grande Prêmio de Macau. Mesmo assim, Buemi foi integrado ao Red Bull Junior Team.
O apoio da equipe austríaca alçaram Buemi para a Fórmula 3 Euro Series em 2006, onde ele correu pela Mücke Motorsport e terminou em 12º lugar. Em 2007, chegou a liderar o campeonato nas rodadas iniciais, mas foi ultrapassado por Romain Grosjean, com quem brigou pelo título. Ele terminou como vice-campeão da categoria, atrás de Grosjean por onze pontos, embora tenha ficado à frente de Hülkenberg por 23 pontos.
Buemi também fez parte da equipe da Suíça na temporada 2006-07 da A1GP, ao lado de Neel Jani e Marcel Fässler, sendo oitavo colocado.

### GP2
Buemi disputou sete rodadas da temporada de 2007 da GP2 Series pela ART Grand Prix, inicialmente substituindo Michael Ammermüller no carro número 1 em Mônaco, e depois entrando no lugar de Mikhail Aleshin entre a sexta e a décima rodada. O suíço foi companheiro de Lucas Di Grassi, seu futuro rival na Fórmula E. Buemi teve dois sétimos lugares como melhores resultados, somando seis pontos e ficando na 21ª colocação.

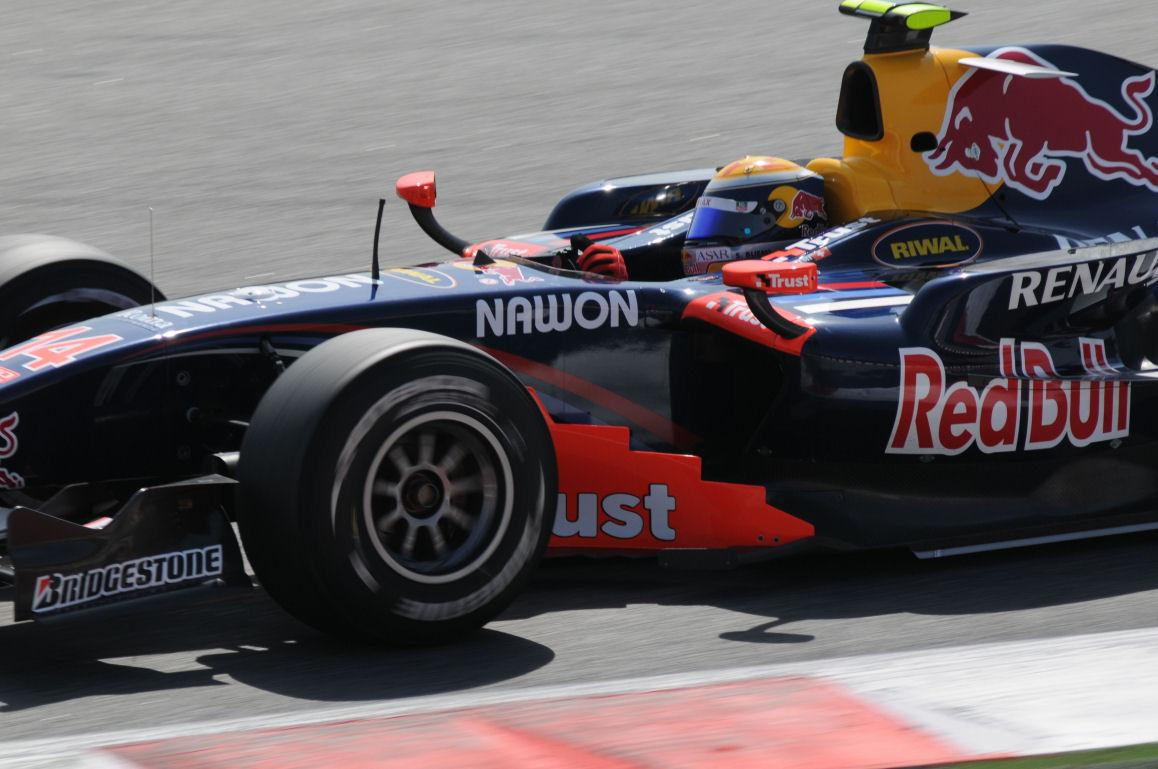
Buemi pilotando a Arden durante a etapa da Espanha da GP2 em 2008

Para 2008, Buemi fez uma parceria com a Trust Team Arden, iniciando a jornada na GP2 Asia Series. Mais uma vez enfrentou Grosjean, mas não conseguiu impedir que o francês dominasse o campeonato. Com apenas uma vitória e uma sequência de quatro segundos lugares nas corridas finais, Buemi somou 37 pontos, quatro a mais do que o terceiro colocado, Vitaly Petrov.
Buemi também fez a temporada completa da GP2 Series pela Arden ao lado de Yelmer Buurman e Luca Filippi, que dividiram o outro carro da equipe. Teve cinco pódios, incluindo duas vitórias, e fechou o ano em sexto lugar, com 50 pontos.

### Fórmula 1

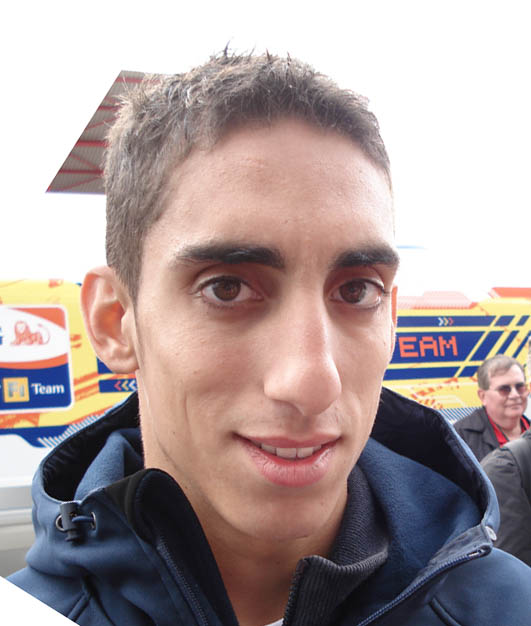
Buemi em 2008

Em 2008, Buemi ocupou o posto de motorista do Medical Car da Fórmula 1 (um Mercedes C63 AMG Estate) nas 3 últimas provas do calendário da categoria daquele ano (Grande Prêmio do Japão, da China e do Brasil). Naquela oportunidade, o piloto oficial do carro, Jacques Tropenat, estava de licença médica.

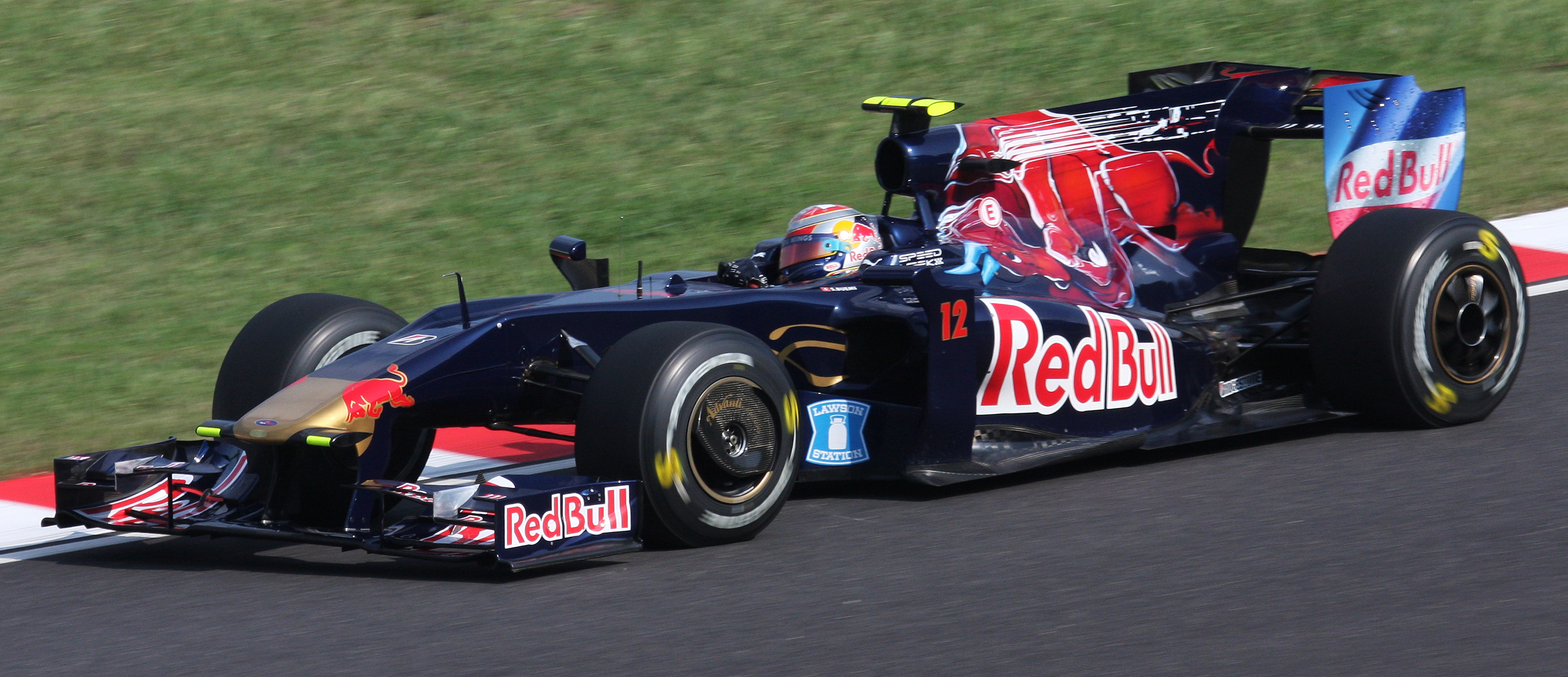
Buemi na primeira sessão de treinos do

Fez sua estreia na Fórmula 1 como piloto titular em 2009 com a Scuderia Toro Rosso, substituindo Vettel, que tinha sido promovido para a Red Bull, e sendo companheiro de seu xará francês Sébastien Bourdais. Teve destaque já na primeira prova do ano, durante o Grande Prêmio da Austrália, que ele terminou em sétimo, uma posição acima de Bourdais, que viria a deixar a equipe no meio da temporada, por quebra de contrato, fazendo com que o espanhol Jaime Alguersuari se tornasse seu mais novo companheiro. Buemi foi o melhor piloto da Toro Rosso do ano, tendo pontuado mais três vezes e igualado seu sétimo lugar no GP do Brasil. Assim, Buemi terminou sua temporada de estreia em décimo sexto lugar, com seis pontos.

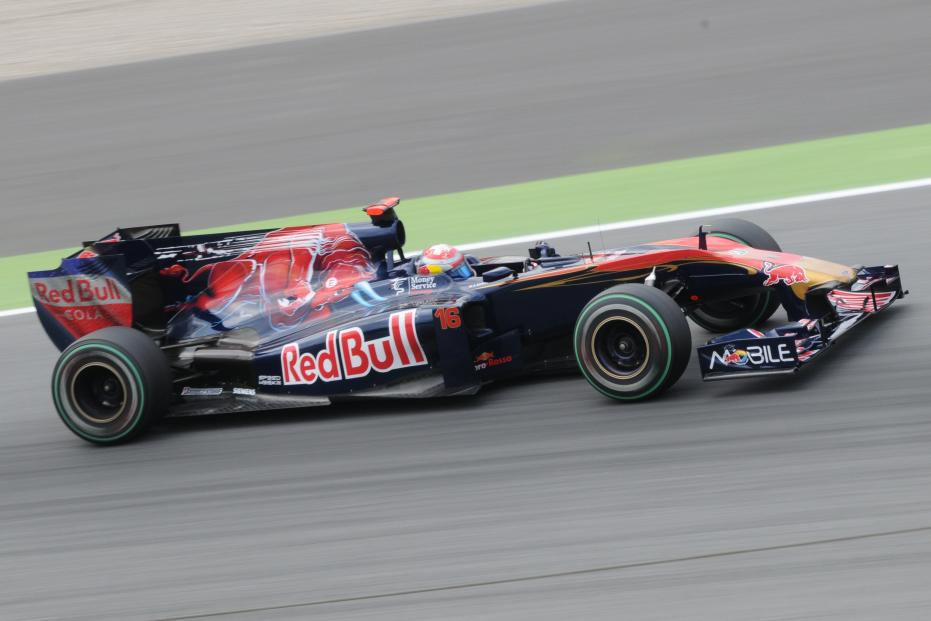
Buemi no

Buemi e Alguersuari seguiram com a STR para 2010. Beneficiado pela mudança no sistema de pontuação, que passou a conceder pontos para quem terminasse entre os dez primeiros, o suíço voltou a pontuar em quatro oportunidades, tendo como maior resultado um oitavo lugar no Canadá. Voltou a fechar o ano em 16º, mas somou dois pontos a mais, superando novamente seu companheiro de equipe, que fez três pontos a menos que ele.

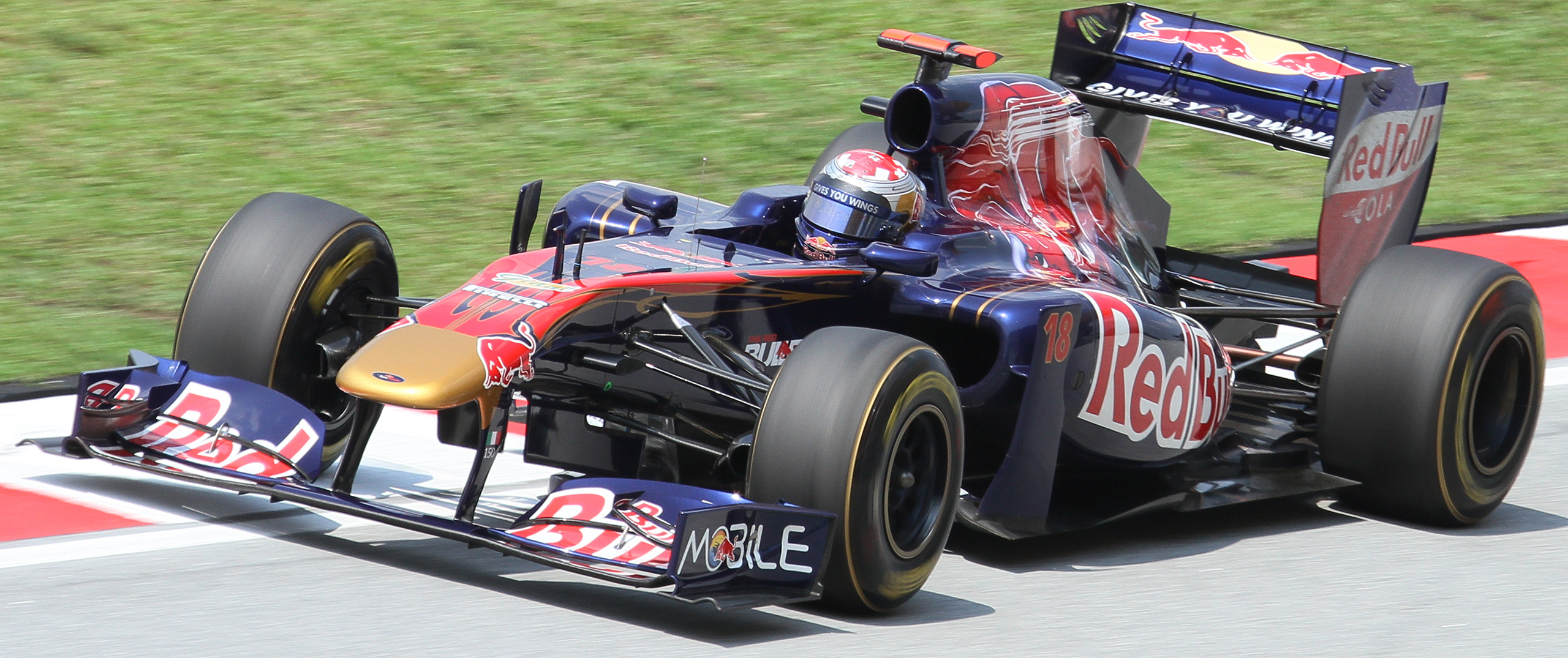
Buemi na primeira sessão de treinos do

A Toro Rosso manteve Buemi e Alguersuari em 2011. Essa foi a melhor temporada de ambos, e o suíço pontuou em sete provas. Mas o melhor que pôde fazer foi conquistar 15 pontos, com seu auge sendo um par de oitavos lugares na Austrália e na Hungria, enquanto seu companheiro espanhol teve um par de sétimos lugares, que o fizeram terminar uma posição acima de Buemi na tabela, com o suíço fazendo nove pontos a menos.
Mesmo com essa evolução, a Toro Rosso não quis manter Buemi, nem Alguersuari para 2012, com eles sendo substituídos por Daniel Ricciardo e Jean-Éric Vergne. Anos depois, Alguersuari revelou que a equipe os demitiu enquanto eles tomavam café da manhã, e que os responsáveis pela decisão disseram à época que a demissão deles era por que ambos não eram "vencedores".
Com isso, Buemi passou a ser piloto de testes da Red Bull Racing, ficando nesse cargo até 2024. Além de figurar com um dos possíveis substitutos dos titulares das equipes da Red Bull, Buemi faz trabalhos de simulador e participa de eventos promocionais representando a marca.

### Mundial de Endurance

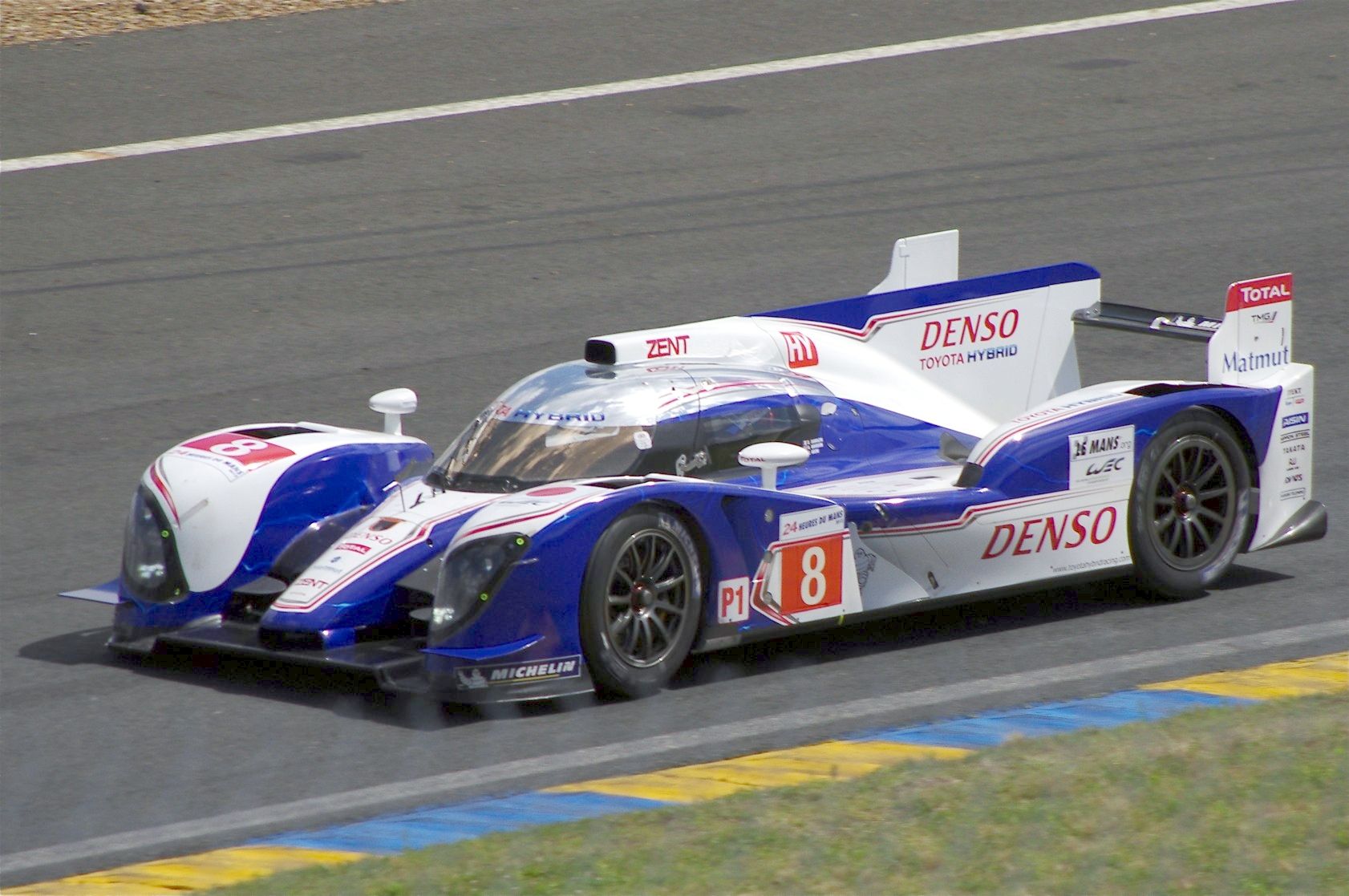
Carro que Buemi pilotou nas 24 Horas de Le Mans de 2012, sua estreia no WEC

Fora da F1 em 2012, Buemi decidiu se juntar à Toyota para competir na edição daquele ano das 24 Horas de Le Mans, prova que fez parte da temporada inaugural do Mundial de Endurance da FIA. O suíço guiou o carro TS8 Hybrid nº 030 da marca japonesa, sendo companheiro de Anthony Davidson e Stéphane Sarrazin. Mas o trio não terminou a prova, por conta de uma colisão do britânico com um carro da classe GT.

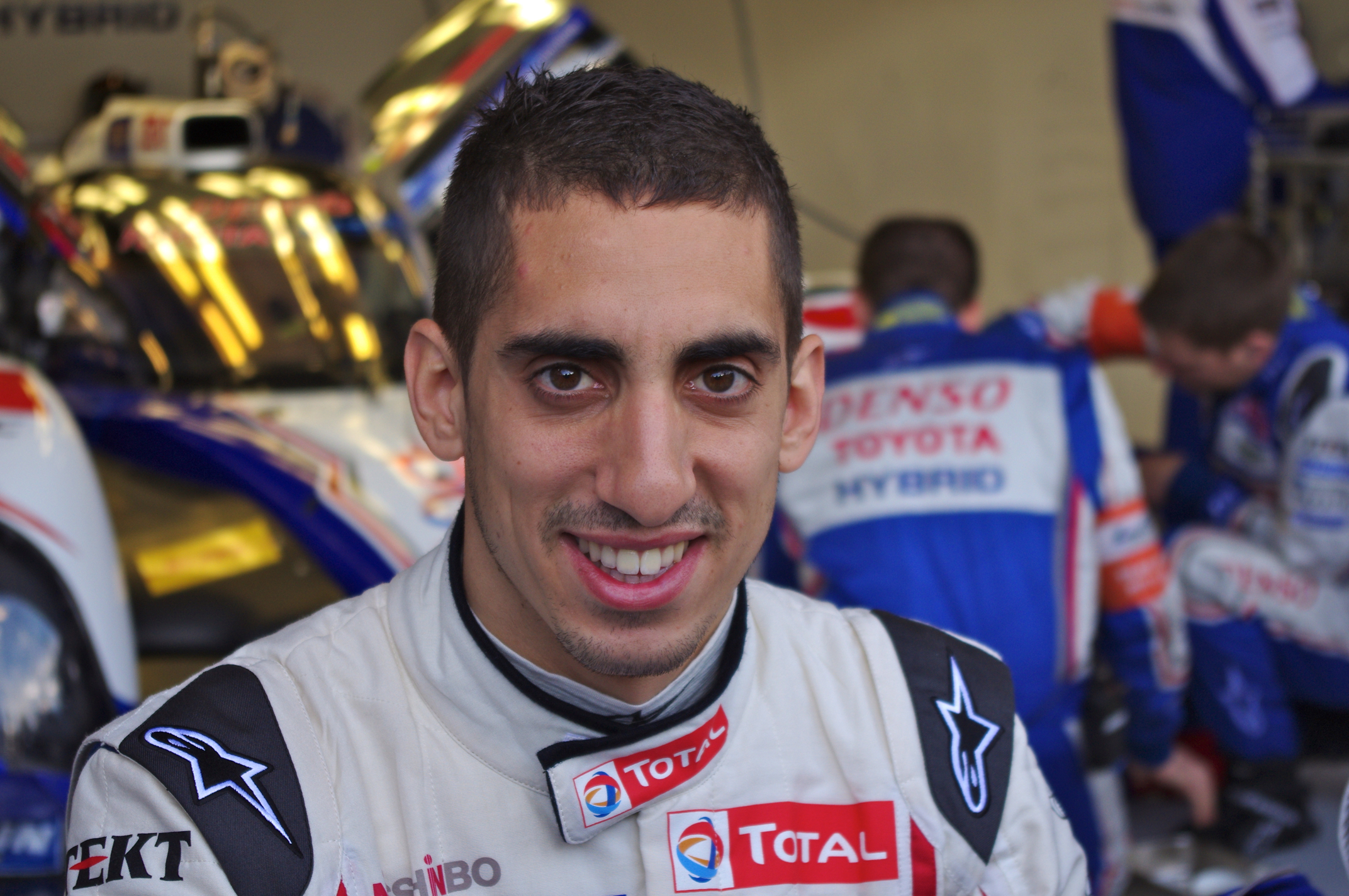
Sébastien Buemi em 2013

A partir de 2013, Buemi participará de toda a temporada do Campeonato Mundial de Endurance na FIA com a Toyota, que estava começando a competir com a Porsche e a Audi. Em seu retorno às 24 Horas de Le Mans, Buemi foi derrotado pela Audi, mas seu segundo lugar geral o fez subir pela primeira vez ao pódio do clássico das corridas de resistência. Sua primeira vitória do WEC viria nas 6 Horas do Bahrein no final do ano.

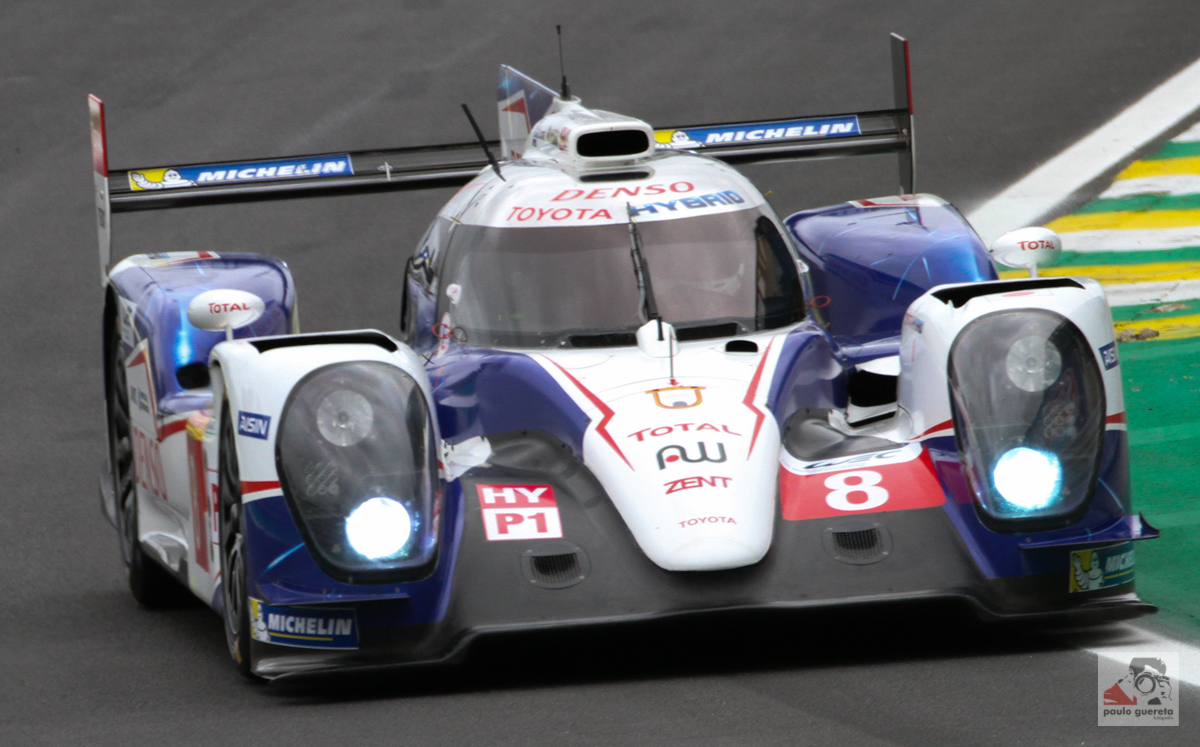
Carro de Buemi nas 6 Horas de São Paulo de 2014

2014 é o ano de consagração do híbrido TS040, que Buemi dividiu com Davidson e Nicolas Lapierre. Vencedor em Silverstone, Spa, Fuji e Bahrein, e fazendo importantes pódios em Le Mans, no Circuito das Américas e em São Paulo, Buemi e a tripulação do Toyota nº 8 obtiveram o título de campeões mundiais do WEC.
Em 2015, Buemi e seus companheiros não tiveram o mesmo êxito. Não venceram nenhuma prova, e o único pódio foi em Silverstone, colocando o trio em quinto lugar no campeonato. No ano seguinte, mais dificuldades, principalmente durante a edição de 2016 das 24 Horas de Le Mans. Enquanto Kazuki Nakajima corria rumo à vitória com o TS050 Hybrid, uma avaria aos três minutos de corrida destruiu os sonhos de vitória dos pilotos nº 8. Eles só tiveram um pódio em Xangai e fecharam a temporada em oitavo.
Após a saída da Audi, a luta pelo campeonato mundial de endurance é dividida entre a Toyota e a Porsche. Em 2017, Buemi e o nº 8 tiveram um excelente início, vencendo em Silverstone e Spa. Mas a resposta da Porsche e do trio composto por Timo Bernhard, Earl Bamber e Brendon Hartley foi esmagadora: 4 sucessos consecutivos em Le Mans, Nürburgring, México e Austin. Apesar de três vitórias em Fuji, Xangai e Bahrein, a Toyota e a Buemi tiveram que se contentar com o vice-campeonato.

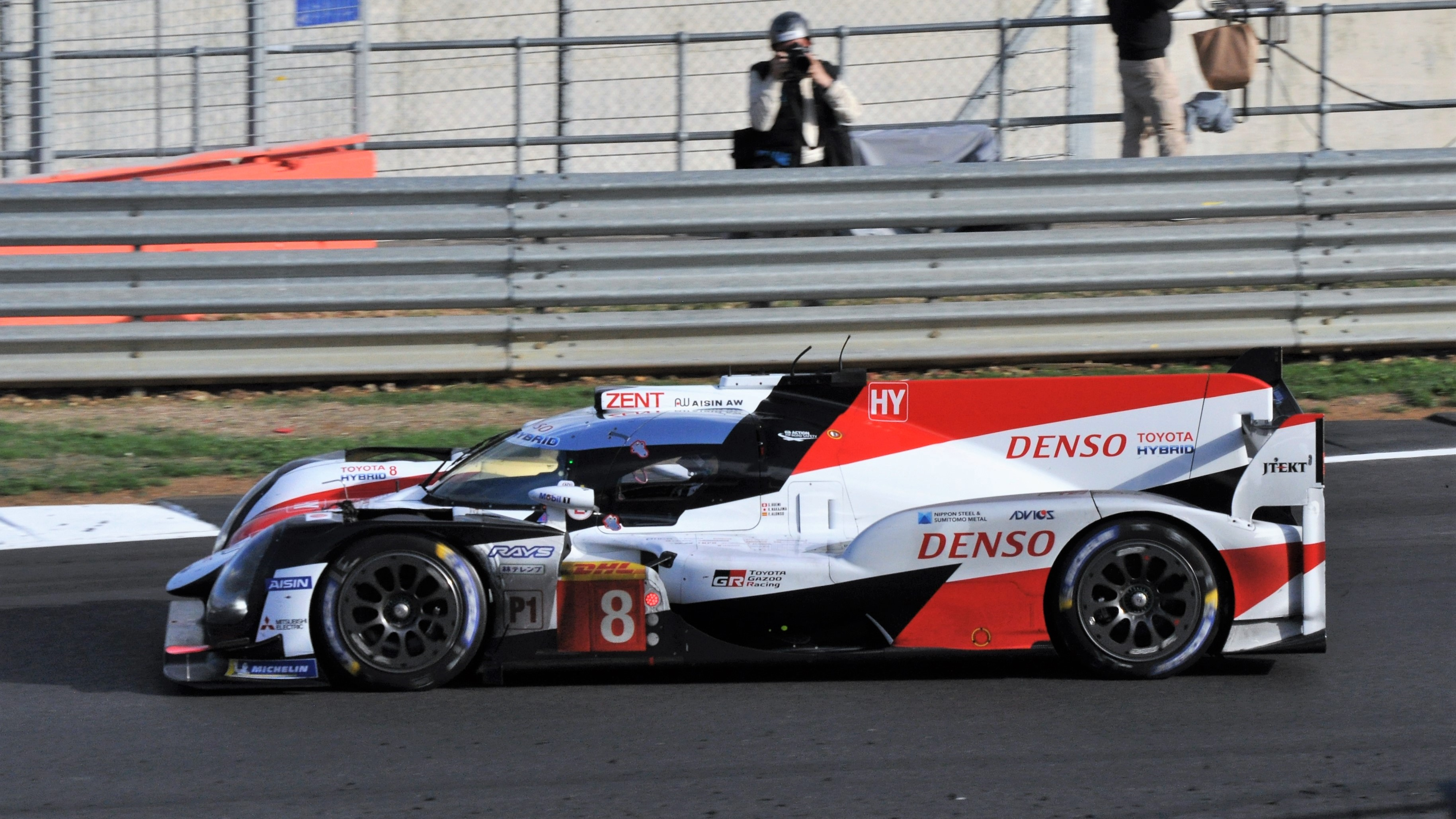
Buemi pilotando o Toyota TS050 nº 8 em Silverstone, em 2018

A partir da temporada seguinte, a desistência da Porsche deixa campo aberto para a equipe Toyota na classificação geral do WEC. Dividindo o carro com Kazuki Nakajima e Fernando Alonso, Buemi finalmente venceu as 24 Horas de Le Mans e conquistou o seu segundo título mundial de enduro, com uma campanha praticamente perfeita: exceto pela desclassificação em Silverstone, corrida em que eles eram os vencedores originais, o trio do carro 8 nunca terminou uma prova abaixo do segundo lugar. E para coroar essa trajetória, Buemi teve sua segunda vitória consecutiva nas 24 Horas de Le Mans de 2019, prova que encerrou a temporada e o sacramentou como bicampeão do WEC.
Mas para 2019–20, Buemi e seus companheiros Nakajima e Hartley só tiveram duas vitórias: em Fuji e em Le Mans, que marcou o terceiro triunfo seguido de Buemi e Nakajima na prova mais famosa do WEC. Como 2017, o carro 8 da Toyota nunca terminou abaixo do segundo lugar, mas isso foi insuficiente para tirar o título do carro irmão, o número 7, guiado por Mike Conway, Kamui Kobayashi e José María López, que venceram quatro vezes durante a temporada.
Em 2021, o carro 8 teve três vitórias, mas nenhuma delas foi em Le Mans, em que eles terminaram em segundo, atrás do trio do carro 7. O resultado se repetiu na classificação final do campeonato.
Contudo, o melhor estava por vir nas duas temporadas seguintes. Começando por 2022, em que Ryō Hirakawa entrou como substituto de Nakajima no carro 8. A nova formação do trio teve uma campanha similar à de 2017, que só não fez todos os pódios graças ao abandono em Spa-Francorchamps. Mas o ponto alto foi nas 24 Horas de Le Mans daquele ano, em que o carro 8 voltou a vencer, garantindo também a quinta vitória consecutiva da marca japonesa. Com mais uma vitória em Fuji, Buemi e a Toyota número 8 voltaram a ser campeões da categoria, sendo este o terceiro título do suíço.
O mesmo trio seguiu guiando o #8 para 2023, em que eles superaram as campanhas vencedoras de 2017 e 2022 ao pontuar em todas as provas. Tiveram seis pódios, incluindo o segundo lugar em Le Mans, que marcou a primeira derrota da Toyota para a Ferrari, e duas vitórias em Portimão e no Barém, resultados que consagraram Buemi como tetracampeão mundial de endurance e deram à Toyota mais um título entre os fabricantes.

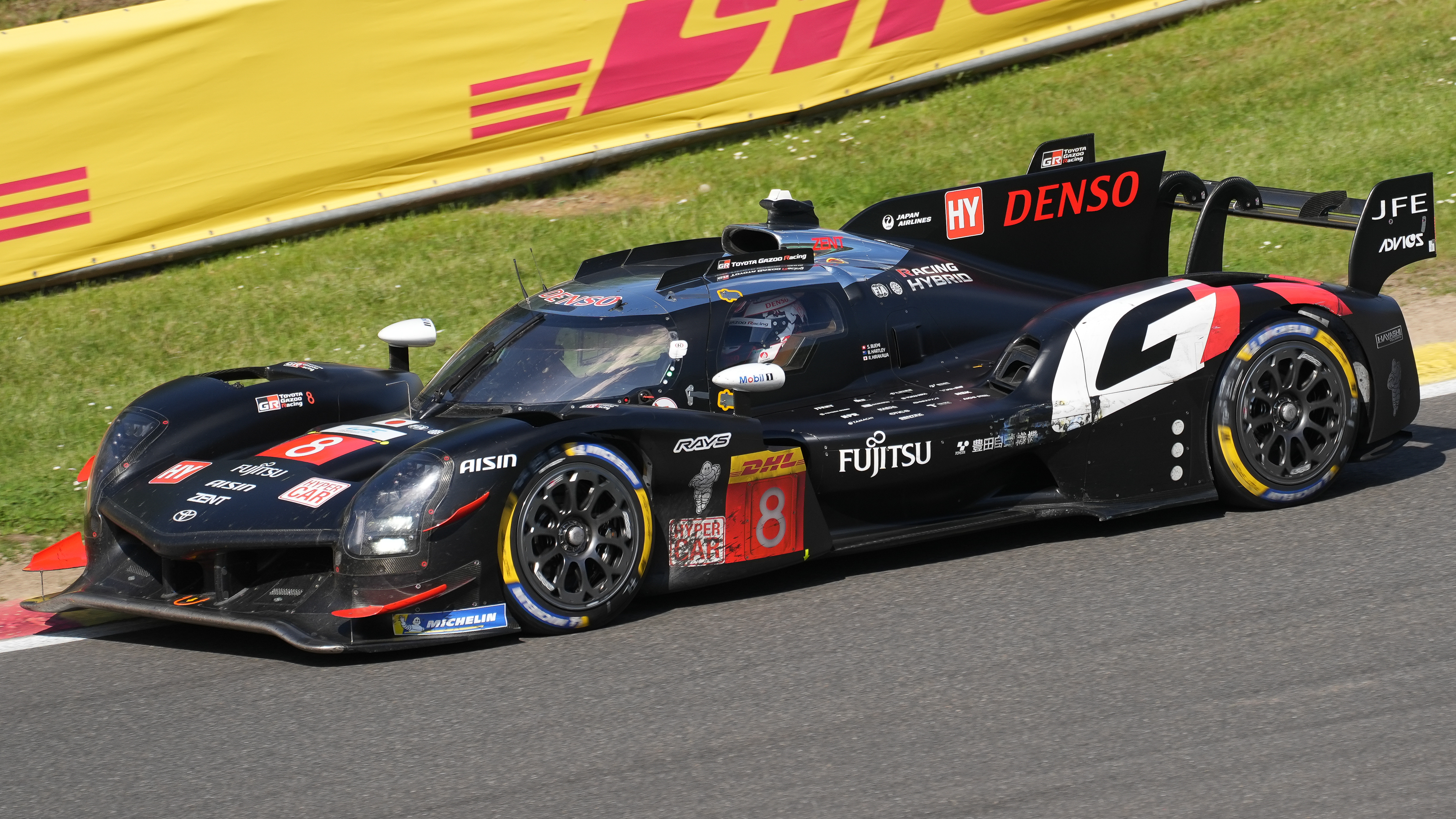
Carro que Buemi pilotou em Spa-Francorchamps em 2024

Mas em 2024, Buemi não conseguiu repetir esses resultados. A Porsche voltou a se fortalecer no campeonato, e a Ferrari evoluiu ainda mais, impedindo a Toyota de manter sua hegemonia. As duas vitórias do carro #8 em São Paulo e no Barém também foram os únicos pódios desse trio no ano, e na maior parte da temporada, Buemi e seus companheiros tiveram que se contentar com o meio do pelotão, o que pôde ser visto nas 24 Horas de Le Mans, em que eles terminaram em quinto lugar, pior resultado de Buemi desde 2016. Com isso, o trio do carro 8 fechou o ano em quarto lugar, ficando atrás também dos pilotos de seu carro irmão da Toyota, Kobayashi e Nyck de Vries, terceiros na classificação geral. Mas a Toyota conseguiu salvar o título de construtores, sendo campeã por dois pontos.
Buemi, Hartley e Hirakawa estão confirmados para disputar a temporada de 2025 do WEC com o carro 8 da Toyota.

### Fórmula E

#### Renault e.dams
Buemi participou da temporada inaugural da Fórmula E, competindo com a equipe Renault e.dams ao lado de Nicolas Prost. Batalhou pelo título com os brasileiros Lucas Di Grassi e Nelsinho Piquet, e o suíço até conseguiu três vitórias em Punta del Este, que o colocou na liderança do campeonato, Mônaco, que o tornou o primeiro piloto a vencer duas vezes na F-E, e Londres, sendo o maior vencedor da temporada, mas acabou sendo desbancado por Piquet na prova que encerrou a temporada, se prejudicando após rodar sozinho e ser segurado por outro brasileiro, Bruno Senna. Assim, Buemi terminou como vice-campeão, com 143 pontos, dez acima de Di Grassi, mas apenas um abaixo de Piquet. Mas os bons resultados dele e de seu companheiro fizeram a equipe deles ser a primeira campeã de construtores da história da F-E.

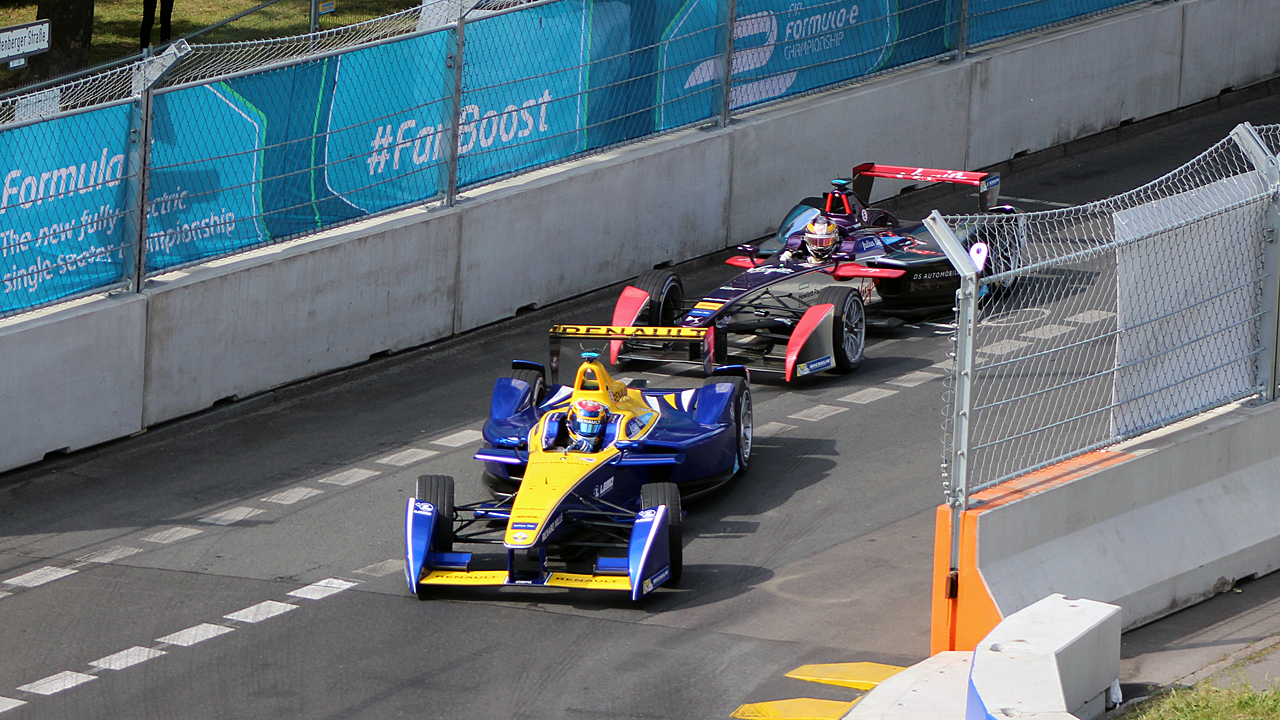
Buemi (à frente) durante o ePrix de Berlim de 2016

Buemi e Di Grassi voltaram a brigar pelo título de Fórmula E em 2015–16, com a disputa entre eles sendo ainda mais acirrada. Cada um somou três vitórias, e com a pole conquistada pelo suíço na corrida final do ano, em Londres, ele e o brasileiro largaram essa prova empatados na pontuação. Contudo, Di Grassi bateu na traseira de Buemi, o que teria encerrado a corrida de ambos mais cedo e dado o título ao brasileiro, se não fosse o empenho de suas respectivas equipes para devolvê-los à pista e fazê-los brigar pelos dois pontos extras da volta mais rápida. Após uma intensa batalha, Buemi conseguiu alcançar um tempo bom o suficiente para ele poder superar Di Grassi e ser campeão da F-E pela primeira vez. E para completar a festa, a Renault e.dams foi campeã de construtores pelo segundo ano seguido. Mas essa colisão do Di Grassi irritou Buemi, a ponto dele afirmar, um ano depois, que não respeitava o que ele tinha feito naquela prova britânica, e que Di Grassi ainda o teria culpado pelo incidente.

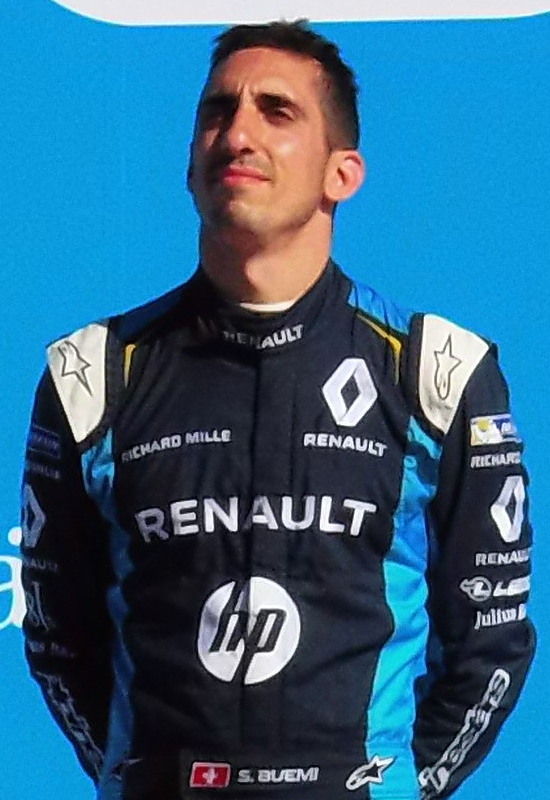
Buemi no pódio do ePrix de Berlim de 2017

Em 2016–17, Buemi alcançou seis vitórias, que foi o maior número já alcançado por um piloto da F-E numa mesma temporada, o que foi muito importante para que sua equipe fosse campeã de construtores pela terceira vez consecutiva. Entretanto, um 13º lugar no ePrix da Cidade do México, a ausência na rodada dupla de Nova Iorque por conta de compromissos no WEC, na qual ele foi substituído por Pierre Gasly, e as desclassificações nas primeiras corridas em Berlim e em Montreal fizeram com que a liderança do campeonato de pilotos se deslocasse para Di Grassi. Essa prova foi bastante desastrosa para o suíço, que entrou liderando por dez pontos de vantagem, mas foi punido na classificação por conta de um acidente, teve que largar atrás e se superar para terminar em quarto. Mas ficou contrariado com os toques que recebeu de Robin Frijns, da Andretti, e de Daniel Abt, companheiro de Di Grassi na ABT Audi, a ponto de ir atrás deles para discutir após o final da corrida, com o suíço brigando também com António Félix da Costa, o outro piloto da Andretti que Buemi confundiu com Frijns. Posteriormente, o suíço se desculpou pelo seu comportamento.
A desclassificação na corrida 1 de Montreal, aliada a vitória de ponta a ponta do brasileiro, fizeram com que Buemi chegasse à última corrida com 18 pontos de desvantagem. Contudo, o azar persistiu na corrida 2 canadense. Buemi chegou a ganhar três posições, mas quebrou a asa, o que lhe rendeu uma parada obrigatória aos boxes e comprometeu completamente sua corrida. Isso deixou o caminho livre para Di Grassi, que só precisou de um sétimo lugar para se garantir com o título, por 24 pontos de vantagem sobre Buemi, que teve que se conformar com o vice-campeonato.
Mas na temporada seguinte, Buemi não conseguiu vencer nenhuma prova, tendo um segundo lugar em Marraquexe como melhor resultado. Ao todo, fez quatro pódios e 125 pontos, que o colocaram em quarto lugar no campeonato de pilotos, mas longe da briga pelo título, que ficou com Jean-Éric Vergne, que ironicamente, foi seu substituto na Toro Rosso.

#### Nissan e.dams

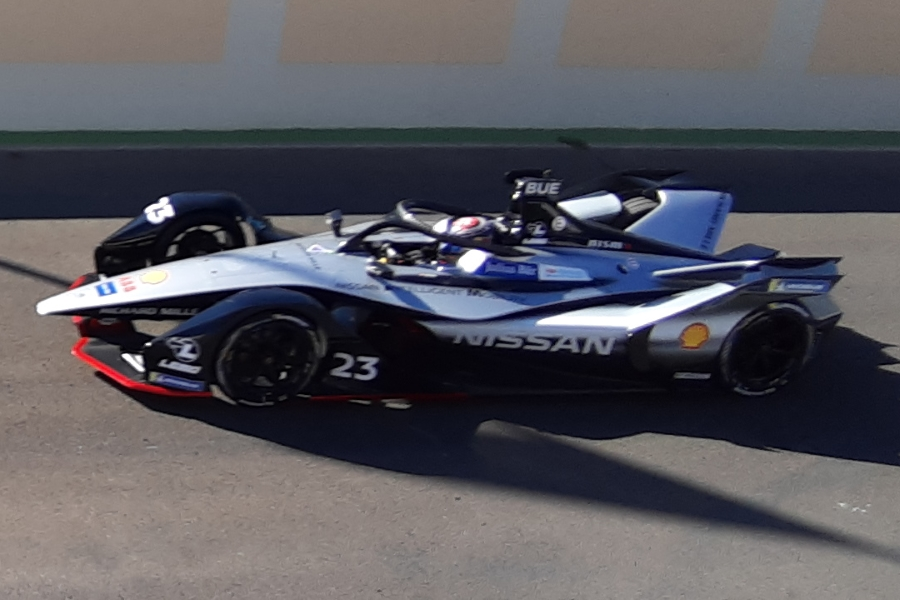
Buemi guiando a Nissan e.dams no ePrix de Marraquexe de 2019

Para 2018–19, a e.dams desfez seu vínculo com a Renault, que deixou a F-E para se concentrar em seu programa na F1, e passou a usar trem de força da Nissan, mudando seu nome para Nissan e.dams. Buemi seguiu na equipe e esperava ter a companhia de Alexander Albon, anglo-tailandês da Red Bull Junior Team que vinha da temporada inaugural da Fórmula 2, mas o jovem desistiu do contrato com a equipe da F-E após assinar com a Toro Rosso e fazer sua estreia pela Fórmula 1, e assim, Buemi acabou recebendo o britânico Oliver Rowland, que também fez a F2 pela DAMS e era da Williams Driver Academy. O suíço começou a temporada no meio do pelotão, mas nas corridas finais, emendou uma sequência de quatro pódios consecutivos, incluindo uma vitória na corrida 1 em Nova Iorque, o que o fez tomar o vice-campeonato de Di Grassi, com Buemi terminando o ano a dezessete pontos do bicampeão Vergne.
Buemi e Rowland seguiram para 2019–20, ano em que o suíço voltou a encarar um jejum de vitórias, enquanto seu companheiro venceu pela primeira vez na categoria. O melhor resultado de Buemi foi o segundo lugar na corrida 2 de Berlim, mas ele teve quatro pódios, contra apenas um de Rowland, o que o ajudou a terminar acima dele no campeonato de pilotos por apenas um ponto de diferença.

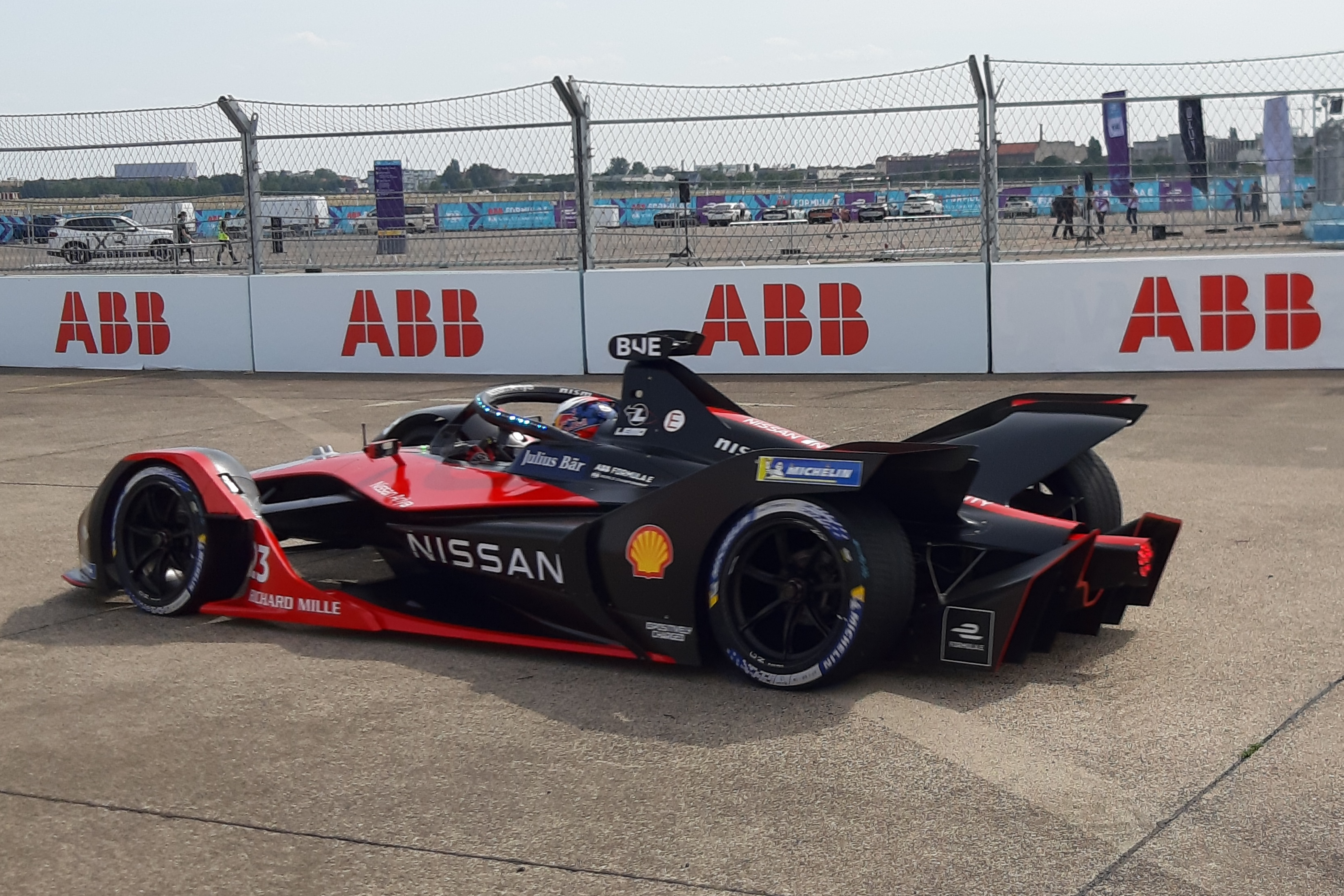
Buemi no ePrix de Berlim de 2021

A dupla continuou na temporada 2020–21, a primeira a ser reconhecida pela FIA como Mundial, mas ela se mostrou muito aquém para o que Buemi já tinha alcançado na categoria. O suíço não fez nenhum pódio, o melhor que conseguiu foi um quinto lugar na corrida 1 do ePrix de Roma, e só pontuou em três das quinze corridas da temporada, o que o empurrou para o "fundão" da tabela do campeonato de pilotos. Buemi foi o 21º colocado, com 20 pontos, ficando muito abaixo de Rowland, décimo quarto colocado, com quase o quádruplo de seus pontos.
Isso fez com que o britânico deixasse a equipe em 2021–22, enquanto Buemi permaneceu e ganhou a companhia de Maximilian Günther, que vinha da BMW i Andretti. O suíço teve um desempenho um tanto melhor, pontuando em seis das dezesseis provas. Mas voltou a ter um quinto lugar como melhor resultado, agora na corrida 1 de Nova Iorque. Fechou a temporada em décimo quinto, com trinta pontos, dois a menos do que Rowland, mas em compensação, fez cinco vezes mais pontos do que Günther, décimo nono colocado.

#### Envision

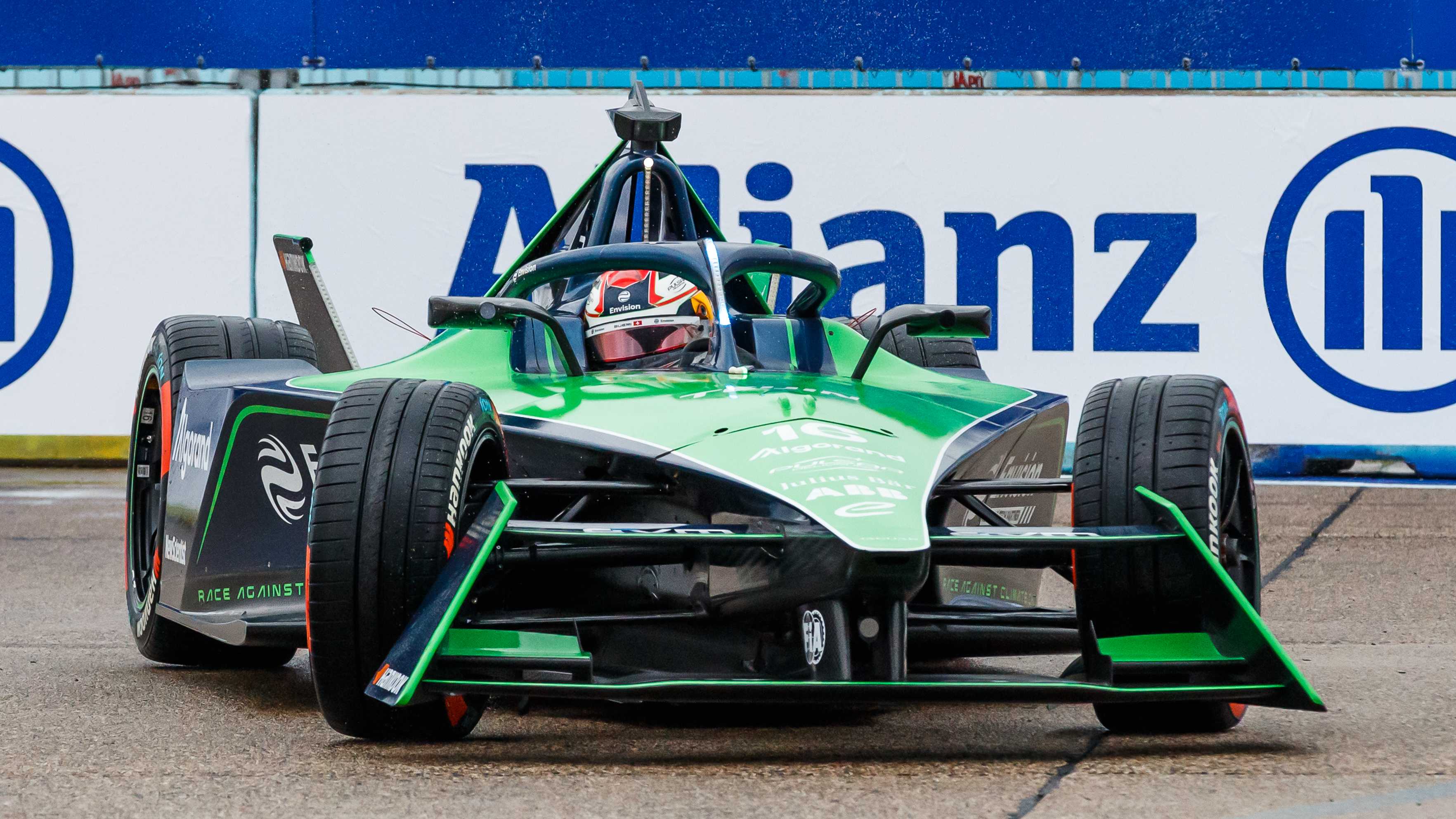
Buemi pilotando a Envision nº 16 no ePrix de Berlim de 2023

Em outubro de 2022, Buemi anunciou que mudaria para a equipe Envision Racing na temporada 2022–23, substituindo Robin Frijns e fazendo parceria com Nick Cassidy, sob um contrato de dois anos. Além disso, ele encerrou uma associação de oito anos com a e.dams, na qual começou em sua primeira temporada na Fórmula E, e que posteriormente, viria a ser adquirida completamente pela Nissan, que tirou o nome "e.dams" do time. Buemi teve um desempenho ainda melhor, voltando a fazer poles, mas não teve sucesso em brigar por vitórias, tendo apenas um pódio na corrida 1 em Londres como melhor resultado. Ficou em sexto lugar, com 105 pontos, apenas dois a menos do que Vergne. Mas foi superado pelo companheiro Cassidy, o único a conseguir vitórias e pódios pela equipe, e que terminou como vice-campeão, somando 94 pontos a mais que Buemi.

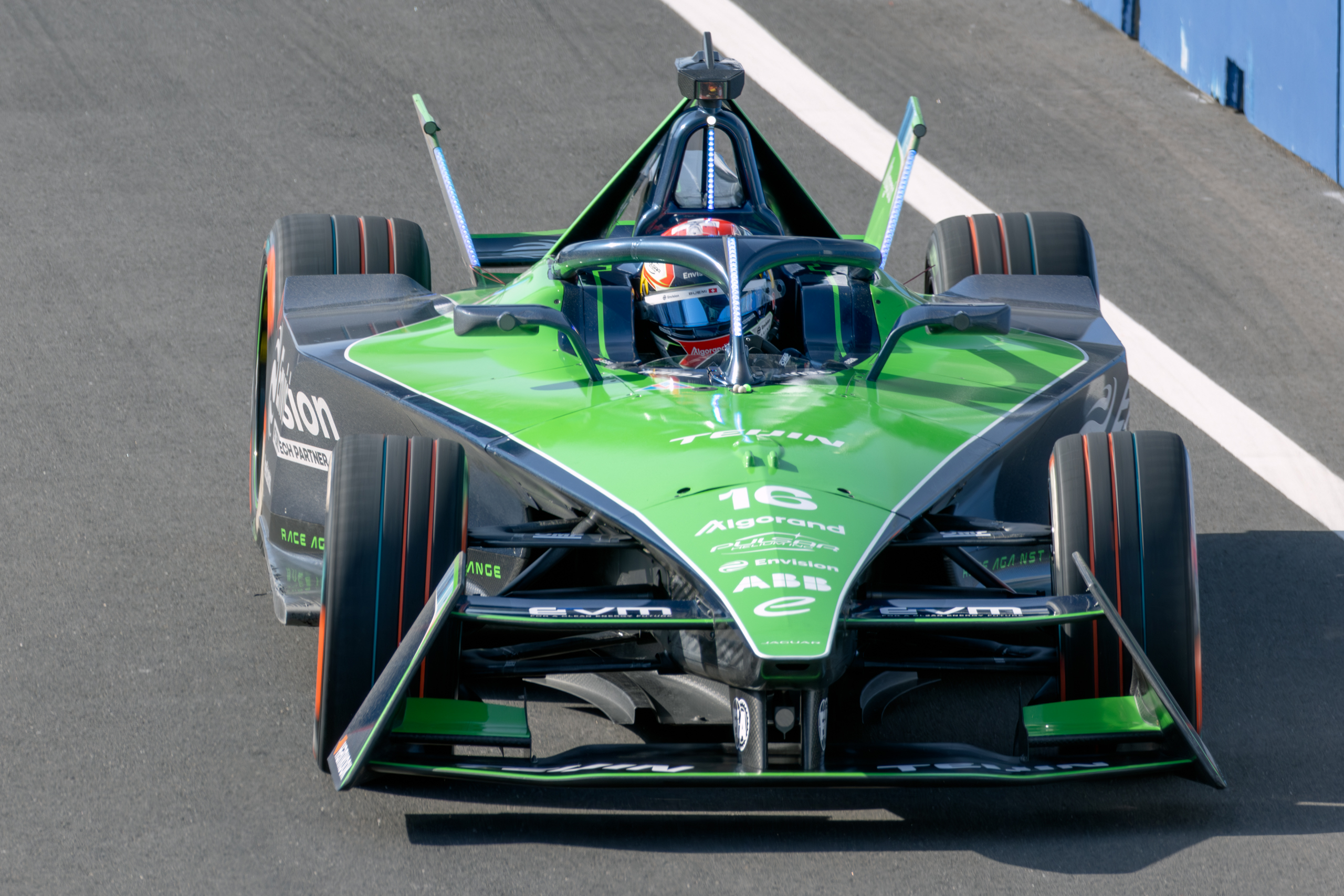
Buemi durante os treinos livres do

O suíço permaneceu com a equipe Envision para a disputa da temporada de 2023–24, fazendo parceria com Robin Frijns, que veio para substituir Cassidy, contratado pela Jaguar. Tanto Buemi quanto o neerlandês tiveram que ser substituídos por duas rodadas, por conta dos compromissos que tinham no WEC, e para o lugar do campeão da segunda temporada da F-E, entrou Paul Aron, da F2. Buemi teve dois pódios nessa temporada, com seu melhor resultado sendo o segundo lugar na corrida de abertura, na Cidade do México. Fez 53 pontos, apenas um a mais do que seu compatriota Nico Müller, mas acabou sendo mais uma vez superado pelo companheiro, já que Frijns ficou duas posições acima dele e fez 13 pontos a mais.
Frijns e Buemi continuaram na Envision para 2024–25. Sébastien conseguiu um sétimo lugar na abertura da temporada, em São Paulo, mas ficou cinco etapas fora dos pontos, até que na corrida 2 de Mônaco, o suíço venceu pela terceira vez no principado, e pela décima quarta vez na carreira, quebrando um jejum que durava seis anos e se tornando o maior vencedor de corridas da história da Fórmula E. Conquistou mais um pódio com o terceiro lugar em Jacarta, embora tenha perdido momentaneamente o posto por conta de uma punição de cinco segundos sofrida após um incidente dele com Edoardo Mortara, que foi revertida quase duas semanas depois da prova.

## Posição de chegada nas corridas

### Fórmula 1
Legenda: (Corridas em negrito indicam pole position); (Corridas em itálico indicam volta mais rápida)
| Temporada | Equipe              | Chassis         | Motor              | 1      | 2       | 3      | 4       | 5       | 6       | 7      | 8      | 9       | 10     | 11      | 12      | 13     | 14      | 15      | 16     | 17      | 18      | 19     | Class. | Pts. |
| --------- | ------------------- | --------------- | ------------------ | ------ | ------- | ------ | ------- | ------- | ------- | ------ | ------ | ------- | ------ | ------- | ------- | ------ | ------- | ------- | ------ | ------- | ------- | ------ | ------ | ---- |
| 2009      | Scuderia Toro Rosso | Toro Rosso STR4 | Ferrari 056 2.4 V8 | AUS 7  | MAL 16  | CHN 8  | BAR 17  | ESP Ret | MON Ret | TUR 15 | GBR 18 | ALE 16  | HUN 16 | EUR Ret | BEL 12  | ITA 13 | SIN Ret | JAP Ret | BRA 6  | ABU 8   |         |        | 16º    | 6    |
| 2010      | Scuderia Toro Rosso | Toro Rosso STR5 | Ferrari 056 2.4 V8 | BAR 16 | AUS Ret | MAL 11 | CHN Ret | ESP Ret | MON 10  | TUR 16 | CAN 8  | EUR 9   | GBR 12 | ALE Ret | HUN 12  | BEL 12 | ITA 11  | SIN 14  | JAP 10 | COR Ret | BRA 13  | ABU 15 | 16°    | 8    |
| 2011      | Scuderia Toro Rosso | Toro Rosso STR6 | Ferrari 056 2.4 V8 | AUS 8  | MAL 13  | CHN 14 | TUR 9   | ESP 14  | MON 10  | CAN 10 | EUR 13 | GBR Ret | ALE 15 | HUN 8   | BEL Ret | ITA 10 | SIN 12  | JAP Ret | COR 9  | IND Ret | ABU Ret | BRA 12 | 15º    | 15   |

### 24 Horas de Le Mans
| Ano  | Equipe              | Co-pilotos                         | Carro               | Classe   | Voltas | P.G. | P.C |
| ---- | ------------------- | ---------------------------------- | ------------------- | -------- | ------ | ---- | --- |
| 2012 | Toyota Racing       | Anthony Davidson Stéphane Sarrazin | Toyota TS030 Hybrid | LMP1     | 82     | Ret  | Ret |
| 2013 | Toyota Racing       | Anthony Davidson Stéphane Sarrazin | Toyota TS030 Hybrid | LMP1     | 347    | 2º   | 2º  |
| 2014 | Toyota Racing       | Anthony Davidson Nicolas Lapierre  | Toyota TS040 Hybrid | LMP1-H   | 374    | 3º   | 3º  |
| 2015 | Toyota Racing       | Anthony Davidson Kazuki Nakajima   | Toyota TS040 Hybrid | LMP1     | 386    | 8º   | 8º  |
| 2016 | Toyota Gazoo Racing | Anthony Davidson Kazuki Nakajima   | Toyota TS050 Hybrid | LMP1     | 384    | NC   | NC  |
| 2017 | Toyota Gazoo Racing | Anthony Davidson Kazuki Nakajima   | Toyota TS050 Hybrid | LMP1     | 358    | 8º   | 2º  |
| 2018 | Toyota Gazoo Racing | Fernando Alonso Kazuki Nakajima    | Toyota TS050 Hybrid | LMP1     | 388    | 1º   | 1º  |
| 2019 | Toyota Gazoo Racing | Fernando Alonso Kazuki Nakajima    | Toyota TS050 Hybrid | LMP1     | 385    | 1º   | 1º  |
| 2020 | Toyota Gazoo Racing | Brendon Hartley Kazuki Nakajima    | Toyota TS050 Hybrid | LMP1     | 387    | 1º   | 1º  |
| 2021 | Toyota Gazoo Racing | Brendon Hartley Kazuki Nakajima    | Toyota GR010 Hybrid | Hypercar | 369    | 2º   | 2º  |
| 2022 | Toyota Gazoo Racing | Brendon Hartley Ryō Hirakawa       | Toyota GR010 Hybrid | Hypercar | 380    | 1º   | 1º  |
| 2023 | Toyota Gazoo Racing | Brendon Hartley Ryō Hirakawa       | Toyota GR010 Hybrid | Hypercar | 342    | 2º   | 2º  |
| 2024 | Toyota Gazoo Racing | Brendon Hartley Ryō Hirakawa       | Toyota GR010 Hybrid | Hypercar | 311    | 5º   | 5º  |

### Campeonato Mundial de Endurance da FIA
(Legenda) (Corridas em negrito indicam a pole position; corridas em itálico indicam a volta mais rápida)
| Ano     | Participante        | Classe   | Chassi              | Motor                           | 1      | 2       | 3       | 4       | 5       | 6      | 7       | 8     | 9     | Class. | Pts.   |
| ------- | ------------------- | -------- | ------------------- | ------------------------------- | ------ | ------- | ------- | ------- | ------- | ------ | ------- | ----- | ----- | ------ | ------ |
| 2012    | Toyota Racing       | LMP1     | Toyota TS030 Hybrid | Toyota 3.4 L V8 (Híbrido)       | SEB    | SPA     | LMS Ret | SIL     | SÃO     | BHR    | FUJ     | SHA   |       | NC     | 0      |
| 2013    | Toyota Racing       | LMP1     | Toyota TS030 Hybrid | Toyota 3.4 L V8 (Híbrido)       | SIL 3  | SPA 4   | LMS 2   | SÃO Ret | COA 2   | FUJ 15 | SHA Ret | BHR 1 |       | 3º     | 106,25 |
| 2014    | Toyota Racing       | LMP1     | Toyota TS040 Hybrid | Toyota 3,7 L V8 (Híbrido)       | SIL 1  | SPA 1   | LMS 3   | COA 3   | FUJ 1   | SHA 1  | BHR 10  | SÃO 2 |       | 1º     | 166    |
| 2015    | Toyota Racing       | LMP1     | Toyota TS040 Hybrid | Toyota 3.7 L V8 (Híbrido)       | SIL 3  | SPA 8   | LMS 8   | NÜR 5   | COA 4   | FUJ 5  | SHA 6   | BHR 4 |       | 5º     | 79     |
| 2016    | Toyota Gazoo Racing | LMP1     | Toyota TS050 Hybrid | Toyota 2.4 L Turbo V6 (Hybrid)  | SIL 16 | SPA 27  | LMS NC  | NÜR 5   | MEX Ret | COA 5  | FUJ 4   | SHA 3 | BHR 4 | 8º     | 60     |
| 2017    | Toyota Gazoo Racing | LMP1     | Toyota TS050 Hybrid | Toyota 2.4 L Turbo V6 (Hybrid)  | SIL 1  | SPA 1   | LMS 6   | NÜR 4   | MEX 3   | COA 3  | FUJ 1   | SHA 1 | BHR 1 | 2º     | 183    |
| 2018–19 | Toyota Gazoo Racing | LMP1     | Toyota TS050 Hybrid | Toyota 2.4 L Turbo V6 (Híbrido) | SPA 1  | LMS 1   | SIL DSQ | FUJ 2   | SHA 2   | SEB 1  | SPA 1   | LMS 1 |       | 1º     | 198    |
| 2019–20 | Toyota Gazoo Racing | LMP1     | Toyota TS050 Hybrid | Toyota 2.4 L Turbo V6 (Hybrid)  | SIL 2  | FUJ 1   | SHA 2   | BHR 2   | COA 2   | SPA 2  | LMS 1   | BHR 2 |       | 2º     | 202    |
| 2021    | Toyota Gazoo Racing | Hypercar | Toyota GR010 Hybrid | Toyota 3,5 L Turbo V6 (Hybrid)  | SPA 1  | ALG 1   | MNZ 4   | LMS 2   | BHR 2   | BHR 1  |         |       |       | 2º     | 168    |
| 2022    | Toyota Gazoo Racing | Hypercar | Toyota GR010 Hybrid | Toyota 3,5 L Turbo V6 (Híbrido) | SEB 2  | SPA Ret | LMS 1   | MNZ 2   | FUJ 1   | BHR 2  |         |       |       | 1º     | 149    |
| 2023    | Toyota Gazoo Racing | Hypercar | Toyota GR010 Hybrid | Toyota 3,5 L Turbo V6 (Hybrid)  | SEB 2  | ALG 1   | SPA 2   | LMS 2   | MNZ 6   | FUJ 2  | BHR 1   |       |       | 1º     | 172    |
| 2024    | Toyota Gazoo Racing | Hypercar | Toyota GR010 Hybrid | Toyota 3,5 L Turbo V6 (Hybrid)  | QAT 8  | IMO 5   | SPA 6   | LMS 5   | SÃO 1   | COA 15 | FUJ 10  | BHR 1 |       | 4º     | 109    |
| 2025    | Toyota Gazoo Racing | Hypercar | Toyota GR010 Hybrid | Toyota 3,5 L Turbo V6 (Hybrid)  | QAT 5  | IMO 5   | SPA     | LMS     | SÃO     | COA    | FUJ     | BHR   |       | 6º*    | 25*    |

* Temporada ainda em andamento.

### Fórmula E
| Temporada | Equipe          | Chassis                            | 1       | 2       | 3       | 4       | 5       | 6       | 7       | 8       | 9      | 10      | 11      | 12      | 13      | 14     | 15      | 16    | Class. | Pts. |
| --------- | --------------- | ---------------------------------- | ------- | ------- | ------- | ------- | ------- | ------- | ------- | ------- | ------ | ------- | ------- | ------- | ------- | ------ | ------- | ----- | ------ | ---- |
| 2014–15   | e.dams Renault  | Spark-Renault SRT 01E              | PEQ Ret | PUT 3   | PDE 1   | BUE Ret | MIA 13  | LBH 4   | MON 1   | BER 2   | MOS 9  | LON 1   | LON 5   |         |         |        |         |       | 2º     | 143  |
| 2015–16   | Renault e.dams  | Spark-Renault Renault Z.E. 15      | PEQ 1   | PUT 12  | PDE 1   | BUE 2   | MEX 2   | LBH 16  | PAR 3   | BER 1   | LON 5  | LON Ret |         |         |         |        |         |       | 1º     | 155  |
| 2016–17   | Renault e.dams  | Spark-Renault Renault Z.E. 16      | HKG 1   | MAR 1   | BUE 1   | MEX 13  | MON 1   | PAR 1   | BER DSQ | BER 1   | NIO    | NIO     | MTR DSQ | MTR 11  |         |        |         |       | 2º     | 157  |
| 2017–18   | Renault e.dams  | Spark-Renault Z.E. 17              | HKG 11  | HKG 10  | MAR 2   | SAN 3   | MEX 3   | PDE Ret | ROM 6   | PAR 5   | BER 4  | ZUR 5   | NIO 3   | NIO 4   |         |        |         |       | 4º     | 125  |
| 2018–19   | Nissan e.dams   | Spark-Nissan IM01                  | DAR 6   | MAR 8   | SAN Ret | MEX 21† | HKG Ret | SNY 8   | ROM 5   | PAR Ret | MON 5  | BER 2   | BRN 3   | NIO 1   | NIO 3   |        |         |       | 2º     | 119  |
| 2019–20   | Nissan e.dams   | Spark SRT05e-Nissan IM02           | DIR Ret | DIR 12  | SCL 13  | MEX 3   | MRK 4   | BER 7   | BER 2   | BER 11  | BER 3  | BER 10  | BER 3   |         |         |        |         |       | 4º     | 84   |
| 2020–21   | Nissan e.dams   | Spark SRT05e-Nissan IM02           | DIR 13  | DIR Ret | RME 5   | RME 10  | VLC Ret | VLC 11  |         |         |        |         |         |         |         |        |         |       | 21º    | 20   |
| 2020–21   | Nissan e.dams   | Spark SRT05e-Nissan IM03           |         |         |         |         |         |         | MCO 11  | PUE DSQ | PUE 14 | NYC 6   | NYC 15  | LDN DSQ | LDN 13  | BER 11 | BER 14  |       | 21º    | 20   |
| 2021–22   | Nissan e.dams   | Spark SRT05e-Nissan IM03           | DRH 17  | DRH 13  | MEX 8   | RME 16  | RME 9   | MCO 8   | BER 14  | BER 14  | JAK 11 | MRK 16  | NYC 5   | NYC 13  | LDN 11  | LDN 6  | SEO Ret | SEO 9 | 15º    | 30   |
| 2022–23   | Envision Racing | Fórmula E Gen3-Jaguar I-Type 6     | MEX 6   | DRH 4   | DRH 6   | HYD 15  | CAP 5   | SAP 10  | BER 4   | BER 20  | MCO 8  | JAK 20  | JAK 10  | POR 5   | RME Ret | RME 5  | LDN 3   | LDN 6 | 6º     | 105  |
| 2023–24   | Envision Racing | Fórmula E Gen3-Jaguar I-Type 6     | MEX 2   | DRH 12  | DRH WD  | SAP 10  | TOK 13  | MIS 12  | MIS Ret | MCO 15  | BER    | BER     | SIC 8   | SIC 12  | POR 20  | POR 9  | LDN 3   | LDN 4 | 11º    | 53   |
| 2024–25   | Envision Racing | Fórmula E Gen3 Evo-Jaguar I-Type 7 | SAO 7   | MEX 17  | JED 12  | JED 19  | MIA 13  | MCO 19  | MCO 1   | TKO     | TKO    | SHA     | SHA     | JKT     | BER     | BER    | LDN     | LDN   | 10º*   | 31*  |

Notas
(*) Temporada ainda em andamento.